# Peder Juel (gehejmeråd)
 Der er flere personer med dette navn, se Peder Juel.
Peder Juel (født 11. juni 1707 i København, død 8. januar 1779 i Odense) var en dansk godsejer og gehejmeråd, far til Gregers Christian Juel.

## Karriere ved hoffet
Han var søn af Gregers Juel og Vibeke Nielsdatter Juel. Han blev kadet ved Fynske hvervede Infanteriregiment og fik 1725 afsked med karakter af fænrik, blev 1726 kammerjunker hos dronning Anna Sophie Reventlow, fik samme år pas til udlandet, opholdt sig en tid i Paris og rejste oktober 1728 til Wien. Hjemvendt blev han 28. oktober 1730 ceremonimester hos den nye konge, 1731 assessor i Hofretten, 1736 kammerherre og samme år (1. marts) assessor i Højesteret, hvilket han var til 19. februar 1739 og atter 10. oktober 1746 til 22. december 1750 med gage.
Han blev 18. april 1738 tilforordnet i Hofretten, 1. oktober 1746 hvid ridder (Symbolum: Mon étoile me conduit), blev 1760 gehejmeråd og 1775 gehejmekonferensråd.

## Godsejeren
Han ejede Hverringe fra 1740, Holbæk Slots Ladegård 1731-52, Eriksholm 1735-52, Åstrup 1735-36, Trudsholm 1735-45, Aggersvold 1753-70 og Billeshave 1764-68. Juel oprettede af disse ejendomme 1. juli 1757 Stamhuset Hverringe, hvilket blev kgl. konfirmeret 10. juni 1768. Han købte 1766 Einsiedelsborgs gård på torvet i Odense (solgt 1794 af Hans Rudolph Juel).
Peder Juel ægtede 18. juni 1733 i Hatting Kirke Birte Cathrine Levetzau (1714 på Bygholm - 13. august 1784 på Hverringe), datter af general Theodosius von Levetzow og Anna Margrethe Brockdorff.
Han er begravet i Kerteminde Kirke.